# Riff Cohen
Riff Cohen (in ebraico ריף כהן‎?; Tel Aviv, 23 marzo 1984) è una cantautrice e attrice israeliana.

## Biografia

### Origini
Nata a Tel Aviv da padre israeliano di famiglia ebraica tunisina di Gerba e da madre di origini ebraiche algerine, Riff Cohen cresce nel quartiere di Ramat Aviv Gimmel. 
Ha studiato musicologia all'Università di Tel Aviv. Dopo aver vinto una borsa di studio, si trasferisce nel 2008 a Parigi per studiare al Cité internationale des arts.

## Carriera
A Tel Aviv, Riff suona musica elettronica in una band formata con Asaf Korman. Registra anche canzoni interpretate in inglese.
Durante il suo soggiorno a Parigi, propone sue demo a varie case discografiche.
Nel 2012 pubblica il singolo "A Paris", parte di un album con lo stesso nome che comprende quattordici brani.
Nel settembre 2012, si esibisce come opening act per il tour I'm with You World Tour dei Red Hot Chili Peppers a Tel Aviv.
Riff Cohen ha intrapreso una breve carriera nel mondo del cinema. Nel 2011 prende parte al film Une bouteille à la mer, diretto da Thierry Binisti e tratto dal romanzo Una bottiglia nel mare di Gaza di Valérie Zenatti.
Nel 2013 è stata nominata "artista rivelazione dell'anno" dalla ACUM.

## Stile e influenze musicali
Riff definisce la sua musica come una commistione di musica mediorientale e nordafricana. La sua musica presenta influenze della musica berbera, gnawa e raï.  
I testi delle sue canzoni sono soprattutto in lingua francese ed ebraica. I testi in francese sono scritti dalla madre Patricia.

## Discografia

### Album
- 2013 - À Paris
- 2015 - A La Menthe

### Singoli
- 2012 - A Paris
- 2012 - Six Heures
- 2012 - J'aime
- 2015 - Dans Mon Quartier
- 2015 - Hélas
- 2015 - Marrakech

## Filmografia
- Yeladim (2008)
- Une bouteille à la mer (2011)